# Théodore van de Walle
Théodore-Dominique van de Walle (Brugge, 26 juli 1780 - 11 januari 1848) was provincieraadslid van West-Vlaanderen, schepen van Brugge en landbouw- en bosbouwspecialist.

## Familie
Théodore was de jongste van de elf kinderen van meester Philippe-Joseph Van de Walle (1736-1802), schepen van Brugge (1767-1788) en van Marie-Jeanne Kesteloot (1739-1813). Philippe-Joseph was de postume zoon van stadspensionaris Louis van de Walle (1698-1736), een nakomeling van de in Knesselare geboren Willem van de Walle, die in 1592 ingeschreven werd als poorter van de stad Brugge.
De oudste van de elf kinderen van Philippe-Joseph was Philippe-Jean van de Walle (1767-1806), die handelaar was en voorzitter werd van de Brugse Kamer van Koophandel. Hij was in 1803 getrouwd met Isabelle Roels (1770-1849), maar het gezin bleef kinderloos. Hierop volgden vier zoons en vijf dochters die allen op jonge leeftijd overleden. Alleen Théodore-Dominique bleef over en had afstammelingen.
De tak waar Theodore van de Walle toe behoorde, had geen adellijke status. Hij behoorde tot wat men als een notabele familie of een patriciërsfamilie omschrijft. Dit in tegenstelling tot andere takken van de familie, die in 1822 en 1871 in de erfelijke adel werden opgenomen.
Hij was lid van de Edele Confrérie van het Heilig Bloed (proost in 1840).

## Politieke loopbaan
Théodore van de Walle werd beroepshalve wijnhandelaar. Na zijn veertigste werd hij meestal vermeld als 'eigenaar' of 'rentenier'.
Zijn eerste functie in het openbaar leven was die van secretaris van de Conseil d'intendance (1815-1816), het voorlopige bestuur dat de algemene raad van de op Franse leest geschoeide prefectuur opvolgde. Hij werd tevens secretaris van een van de voornaamste verenigingen in Brugge, de Société littéraire (1815-1817) en werd lid van de Edele Confrérie van het Heilig Bloed, bij de heroprichting in 1819. In december 1817 was hij in zijn hoedanigheid van wijnhandelaar ook tot bestuurslid benoemd van de Kamer van Koophandel.
Hij werd vervolgens lid van de Provinciale Staten van West-Vlaanderen (1818-1820) als vertegenwoordiger van de steden.
Van 1817 was hij gemeenteraadslid en een tijdje schepen van Brugge, tot in 1820. Tijdens de volgende jaren vervulde hij nog af en toe bescheiden ambten, zoals die van lid van het Bureau voor Weldadigheid en van de Commissie voor het lager onderwijs.
Dat hij zich stilaan tegen het bestaande regime keerde, toonde hij aan door zijn deelname aan het Constitutioneel Banket van 29 juli 1829 dat het eerste signaal gaf van oppositie tegen het Verenigd Koninkrijk der Nederlanden en tegen Willem I.
Na de revolutie van 1830 kwam zijn naam niet voor bij de kandidaten voor het gemeentebestuur. De plaats was ingenomen door zijn neef, advocaat Jean-Theodore van de Walle (1789-1871).
Na het tot stand komen van de provinciewet in 1836 en de verkiezing van een nieuwe provincieraad op 22 mei 1837 werd Theodore van de Walle verkozen en bij herhaling herkozen, zodat hij dit mandaat uitoefende tot aan zijn dood. Hier versperde hij de weg voor zijn neef Jean-Theodore, die pas in 1848 tot provincieraadslid werd verkozen en bestendig afgevaardigde (1856-1864) en voorzitter van de provincieraad (1862-1864) werd.
Onmiddellijk na zijn verkiezing deed Theodore het voorstel om een provinciaal landbouwfonds op te richten. Een provinciale landbouwcommissie werd gesticht en Van de Walle werd er voorzitter van. Hij werd ook nog (onbezoldigd) inspecteur van het lager onderwijs.

## Theodore van de Walle en Guido Gezelle
Van de Walle woonde op de Kraanplaats in Brugge. Hij bezat ook enkele hectare tuinbouwgrond in het oosten van Brugge, tussen de Kruispoort en de Dampoort. Er hoorde ook een hofstede bij, waar Pieter-Jan Gezelle met zijn jong gezin kwam wonen en waar priester-dichter Guido Gezelle geboren werd. Een gedeelte van het woonhuis, namelijk twee kamers, diende tot buitenverblijf voor Theodoor van de Walle en zijn gezin, zodat mag worden aangenomen dat de banden tussen eigenaar en pachter hecht waren.
Dit bleek onder meer toen Guido Gezelle op 1 mei 1830 geboren werd, en van de Walle voor een adellijke peter zorgde, zijn neef Guy van Zuylen van Nyevelt. Theodore Van de Walle zelf was peter van Theodoor Gezelle (1836-1837) en van Joseph Gezelle (1840-1903), terwijl zijn echtgenote Isabelle van Zuylen van Nyevelt (1796-1889) meter was van Marie-Louise Gezelle (1834-1909).
Het bleek ook toen Pieter Gezelle tot opzichter werd aangesteld van de concessie op duin- en zandgrond die Van de Walle in Klemskerke verkreeg bij koninklijk besluit van 6 februari 1836, met het doel er tot bebossing over te gaan. De concessie werd later nog aanzienlijk uitgebreid, tot ze een duizend hectare besloeg tussen Wenduine en Bredene.
Isabelle van Zuylen van Nyevelt, de echtgenote van Theodore van de Walle, was ook bekend met het gezin Gezelle. De eerste biograaf van Guido Gezelle, zijn neef Caesar Gezelle, schreef dat ze niet erg op de Gezelles gesteld was, omdat Guido betere uitslagen behaalde op school dan haar zoon Victor. De Van de Walles woonden recht tegenover de school van Joannes Brans op de Kraanplaats. Zowel de zoons Van de Walle als Guido Gezelle zaten daar samen in de lagere klassen. Theodore was pas overleden toen zijn weduwe de pacht opzegde en Pier-Jan Gezelle en zijn vrouw het pand noodgedwongen moesten verlaten.
Het belet niet dat de dichter later goede relaties had met een broer en een zus van Isabelle, voor wie hij huldedichten schreef. Het ging om François van Zuylen van Nyevelt (1800-1883), kanunnik en pastoor van het Sint-Janshospitaal, en Anne van Zuylen van Nyevelt (1806-1885), religieuze van Spermalie.

## Gezin
Theodore van de Walle was al veertig toen hij in 1820 trouwde met de zestien jaar jongere Isabelle van Zuylen van Nyevelt (1796-1889). Het echtpaar kreeg vier zoons en een dochter. Alleen de tweede zoon, Victor van de Walle (1830-1896), trouwde. Met zijn echtgenote, Alice Van Maldeghem (1848-1929), had hij een enige dochter, Marie-Joseph van de Walle (1886-1954), laatste naamdrager, met wie deze familietak uitdoofde. Ze trouwde met Pierre Le Fevere de Ten Hove(1876-1953), met afstammelingen tot heden.
De erfenis van Theodore van de Walle behelsde 88 ha grond en verschillende huizen, in Brugge en daarbuiten.

## Voetnoten
1. ↑   H. Douxchamps, a. w.
2. ↑   Rijksarchief Brugge, Registratie en Domeinen, Serie 187, Brugge, nr. 492.